# فرانسيس بيرين
فرانسيس بيرين (بالفرنسية: Francis Perrin)‏ (و. 1901 – 1992 م) هو فيزيائي، ونقابي من فرنسا . ولد في باريس . وكان عضواً في الأكاديمية الفرنسية للعلوم .
توفي في باريس ، عن عمر يناهز 91 عاماً.

## التعليم
تعلم في مدرسة الأساتذة العليا

## جوائز
حصل على جوائز منها:
- Three Physicists Prize [الإنجليزية]‏ (1966)
- وسام الصليب الأكبر لجوقة الشرف.

## روابط خارجية
- فرانسيس بيرين على موقع مونزينجر (الألمانية)